# Етерсбург
Етерсбург (њем. Ettersburg) општина је у њемачкој савезној држави Тирингија. Једно је од 75 општинских средишта округа Вајмарер Ланд. Према процјени из 2010. у општини је живјело 572 становника. Посједује регионалну шифру (AGS) 16071017.

## Географски и демографски подаци
Етерсбург се налази у савезној држави Тирингија у округу Вајмарер Ланд. Општина се налази на надморској висини од 322 метра. Површина општине износи 2,9 km². У самом мјесту је, према процјени из 2010. године, живјело 572 становника. Просјечна густина становништва износи 196 становника/km².